# Liste der Baudenkmäler in Bamberg/Obere Gärtnerei
Auf dieser Seite sind die Baudenkmäler in der oberfränkischen kreisfreien Stadt Bamberg zusammengestellt. Diese Tabelle ist eine Teilliste der Liste der Baudenkmäler in Bayern. Grundlage ist die Bayerische Denkmalliste, die auf Basis des Bayerischen Denkmalschutzgesetzes vom 1. Oktober 1973 erstmals erstellt wurde und seither durch das Bayerische Landesamt für Denkmalpflege geführt wird. Die folgenden Angaben ersetzen nicht die rechtsverbindliche Auskunft der Denkmalschutzbehörde.
Diese Teilliste enthält die Denkmäler der Oberen Gärtnerei und östlichen Stadterweiterungen der Theuerstadt gemäß der Aufteilung des Großinventars Die Kunstdenkmäler von Bayern: Bamberg.
Die historische, bis 1803 bestehende, Grenze zwischen Unterer und Oberer Gärtnerei, d. h. zwischen dem Stadtgericht und der Immunität St. Gangolf verlief entlang der Klosterstraße, der Spitalstraße, deren Verlängerung bis Obere Königstraße 33 und der Tränkstraße bis zum rechten Pegnitzarm.

## Baudenkmäler der Oberen Gärtnerei und östlichen Stadterweiterungen

### Ehemalige Lagarde-Kaserne
Die ehemalige Lagarde-Kaserne (Warner Barracks III) ist eine Anlage von unterschiedlichen, zum Teil mehrflügeligen Bauten um einen vierseitigen Kasernenhof:
- Hauptbauten, Ziegel mit Sandsteingliederungen, historistisch, 1890/92 (Pödeldorfer Straße 77 (Lage), Pödeldorfer Straße 79 (Lage), Pödeldorfer Straße 81 (Lage))
- Wachgebäude (Weißenburgstraße 2 (Lage))
- Casino (Weißenburgstraße 4 (Lage))
- Reithalle, 1890 (Weißenburgstraße 12 (Lage))
- Büro- und Werkstattgebäude, zweigeschossige Backsteinbauten mit Fachwerkobergeschossen, um 1890 (Weißenburgstraße 6 (Lage), Weißenburgstraße 10 (Lage))
- Mannschaftsbauten, Backsteinbauten, reduziert historistisch, 1912, 1913 und 1915 (Wörthstraße 1 a, 1 b, 1 c (Lage), Wörthstraße 3 (Lage), Wörthstraße 5 (Lage), Wörthstraße 7 a, 7 b (Lage))
- Offiziersgebäude, Putzbau mit Sandsteingliederungen und Erkern, 1913 (Weißenburgstraße 10 a (Lage))
- Historische Einfriedung, Eisengitterzaun mit Sandsteinpfeilern

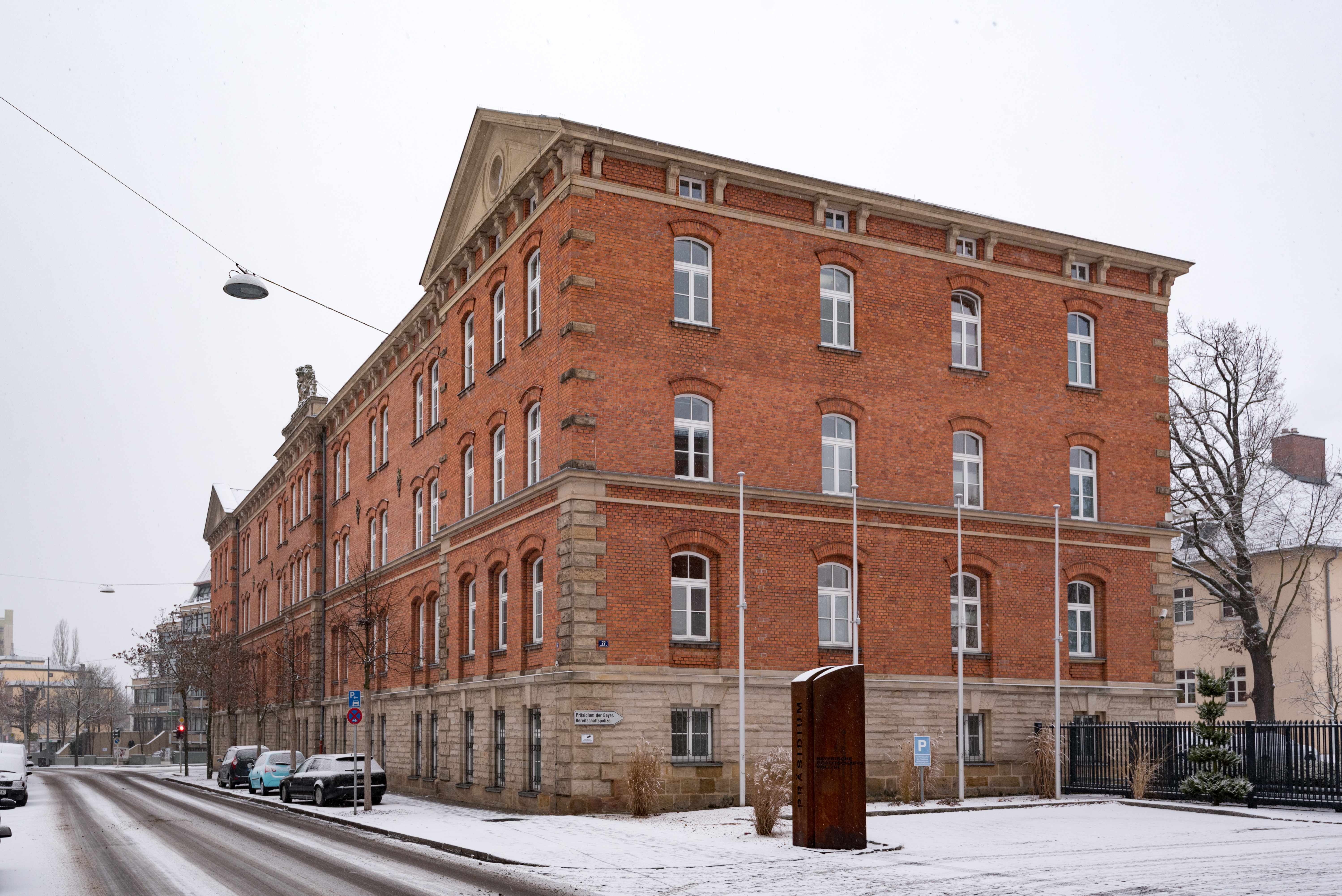
Hauptbau Pödeldorfer Straße 77
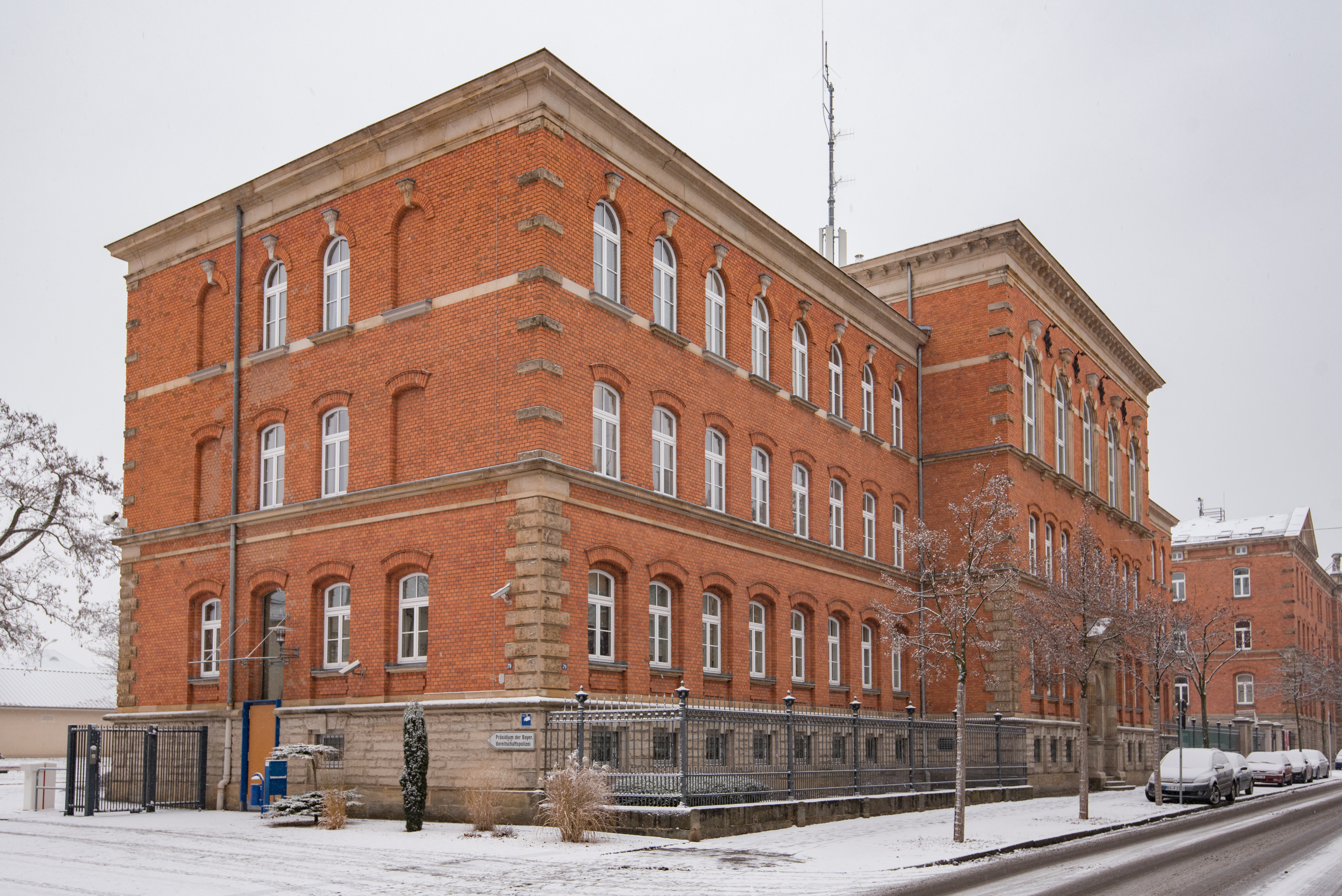
Hauptbau Pödeldorfer Straße 79
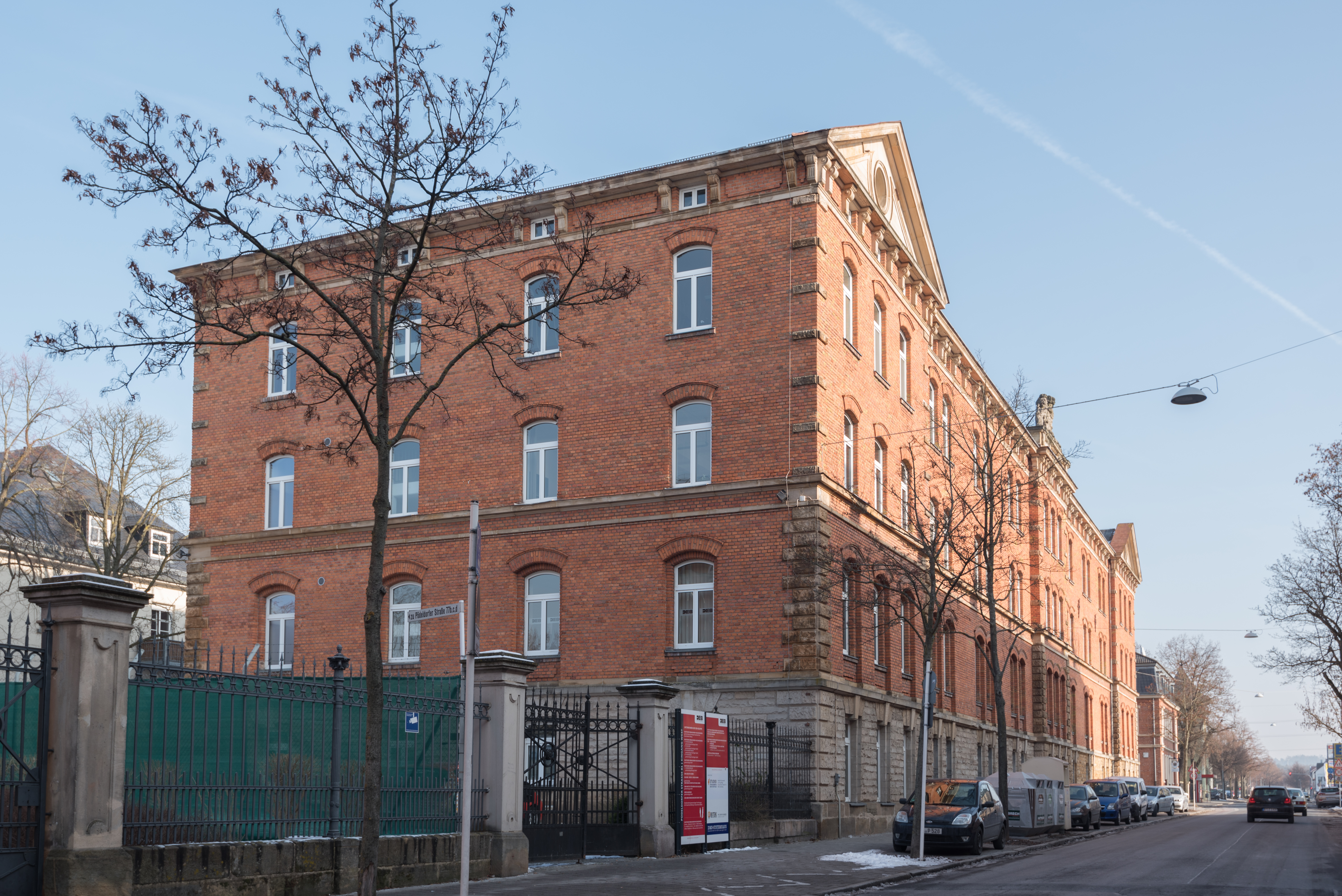
Hauptbau Pödeldorfer Straße 81
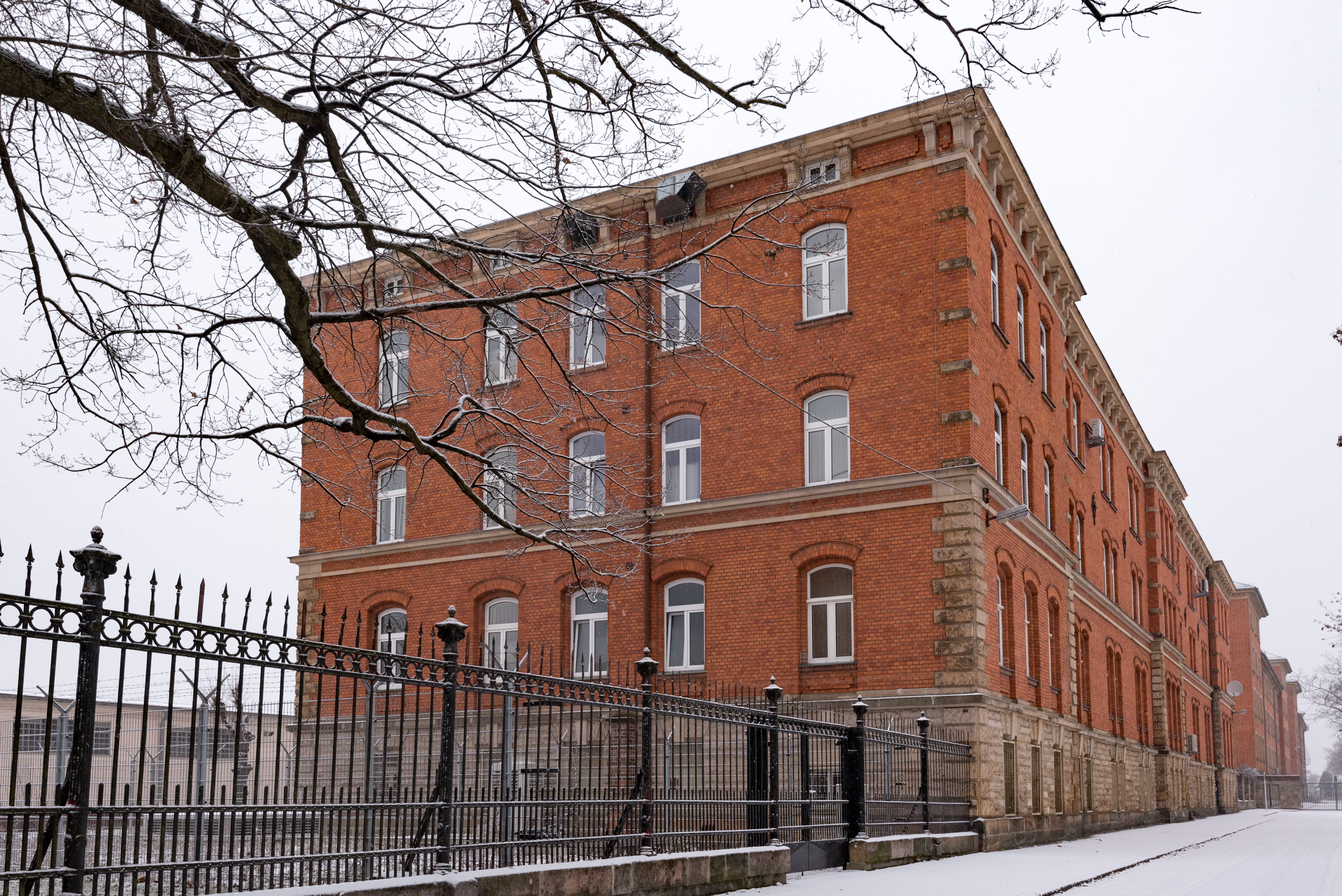
Mannschaftsgebäude Wörthstraße 1 a, 1 b, 1 c
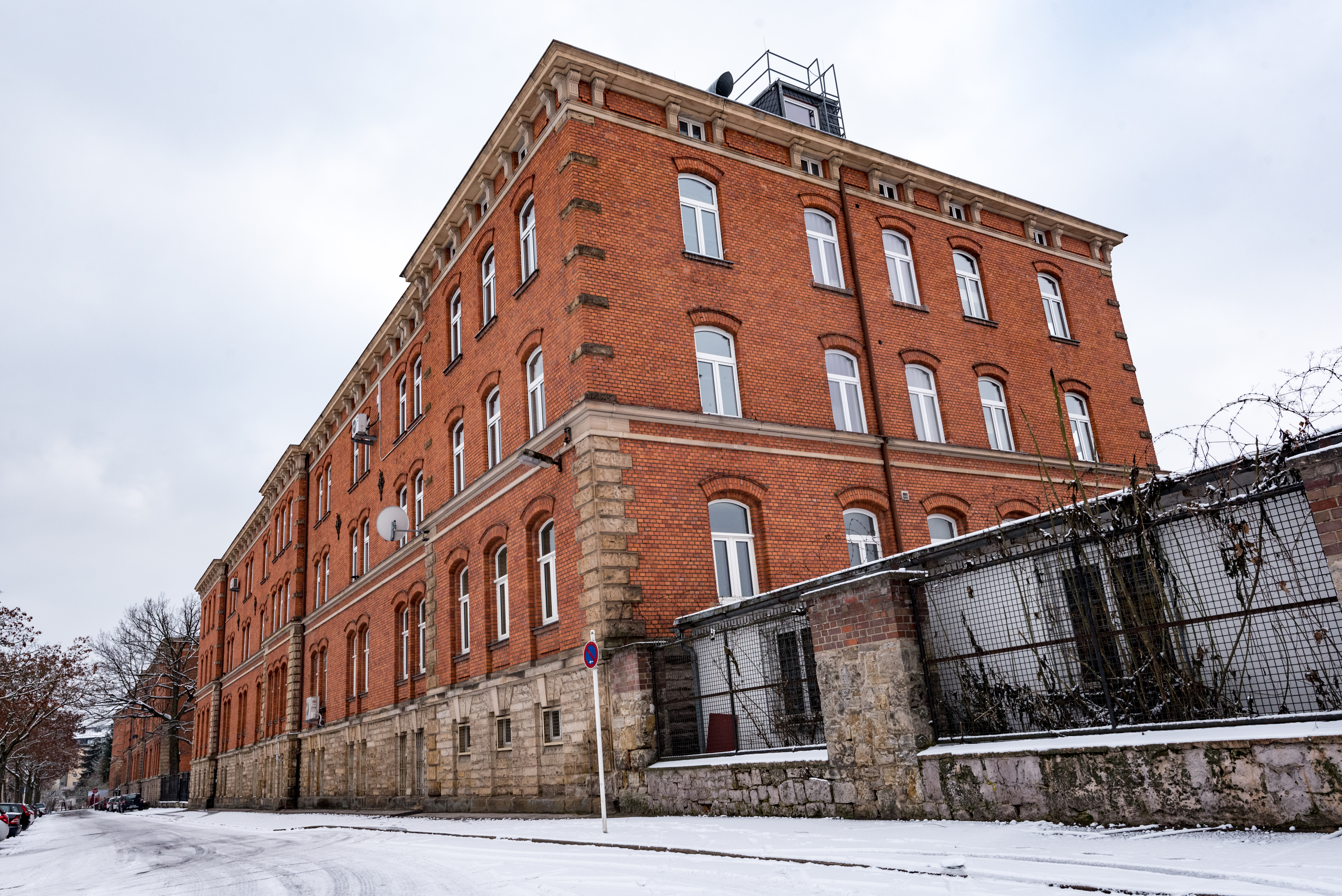
Mannschaftsgebäude Wörthstraße 3
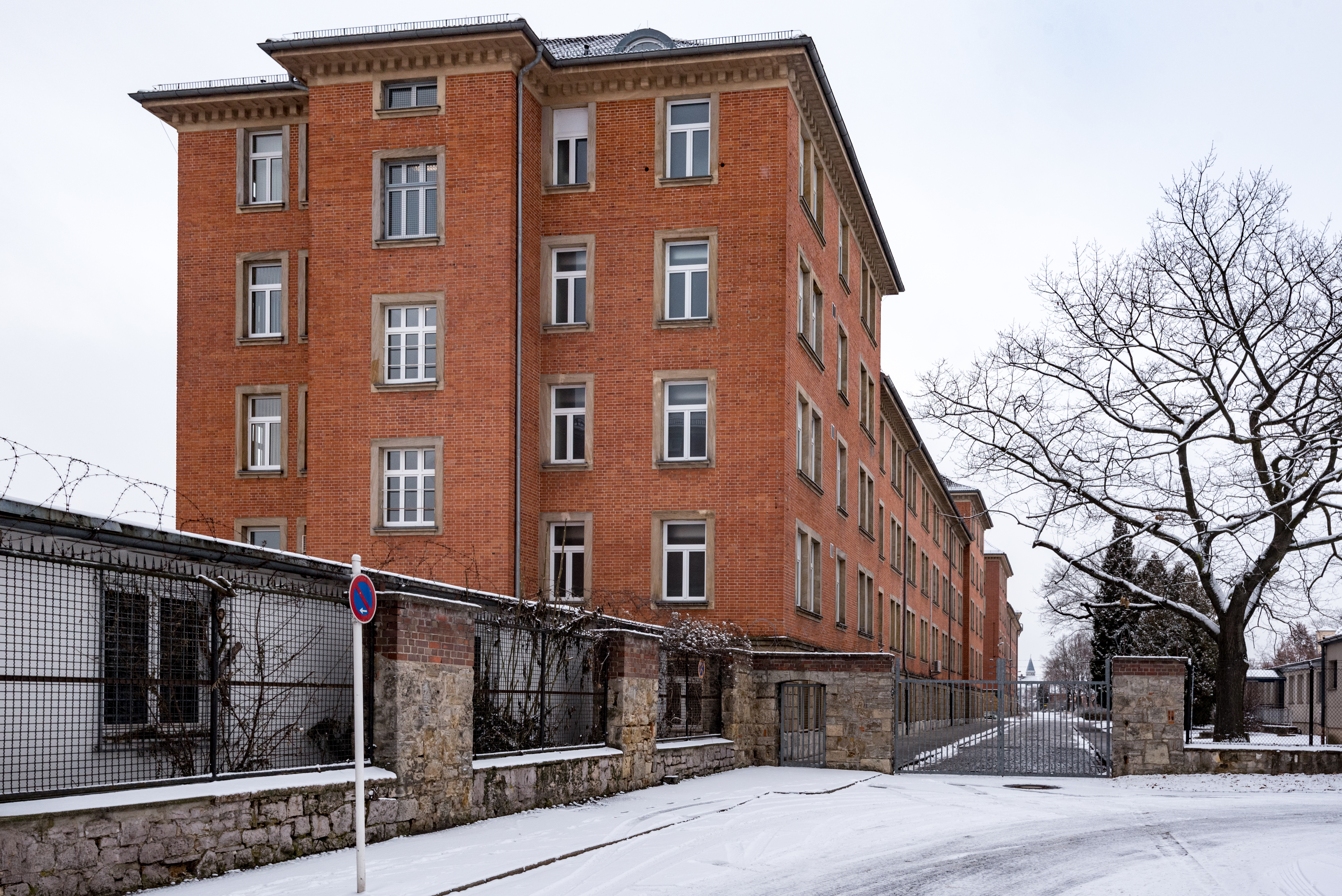
Mannschaftsgebäude Wörthstraße 5
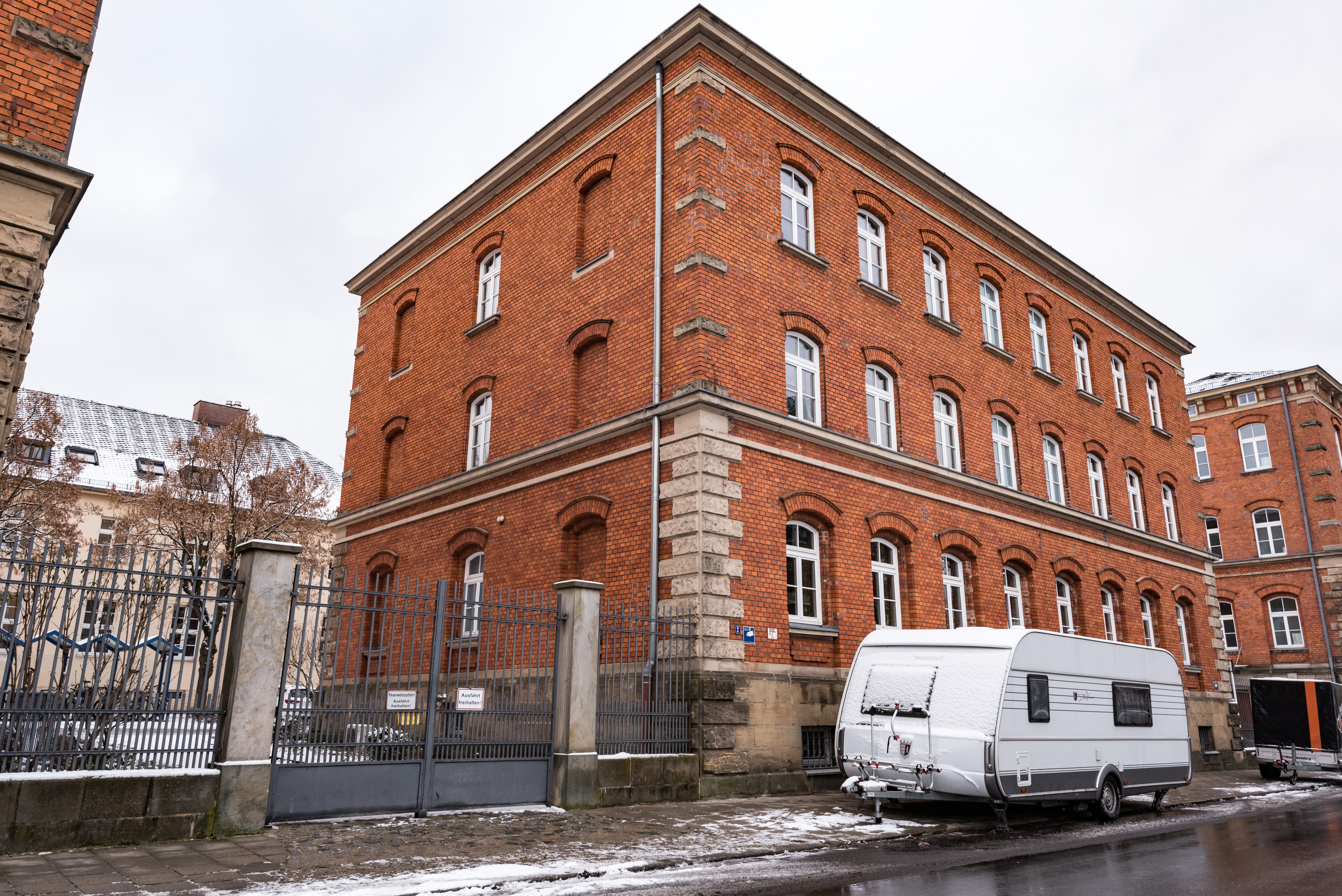
Wachgebäude Weißenburgstraße 2
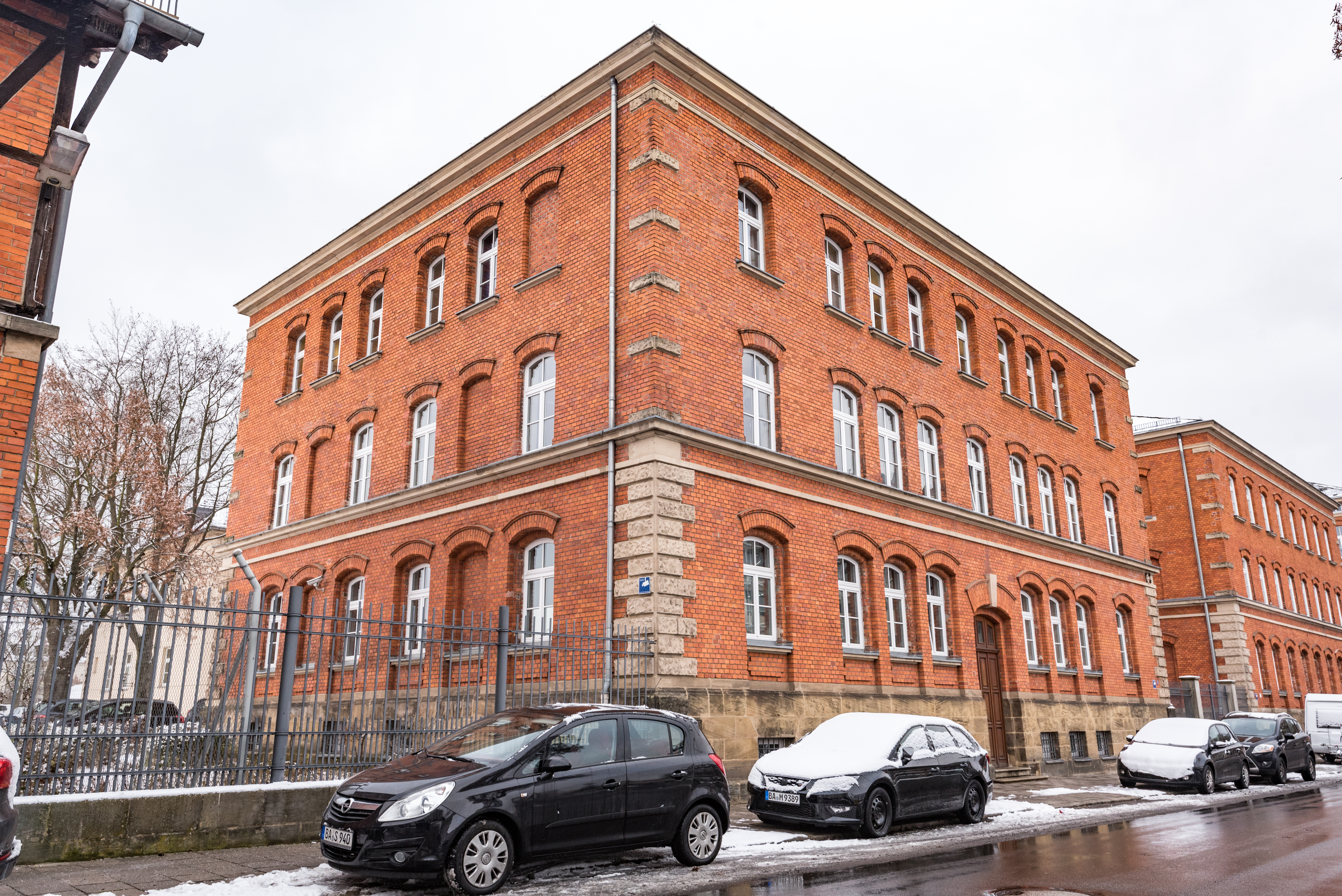
Kasino Weißenburgstraße 4
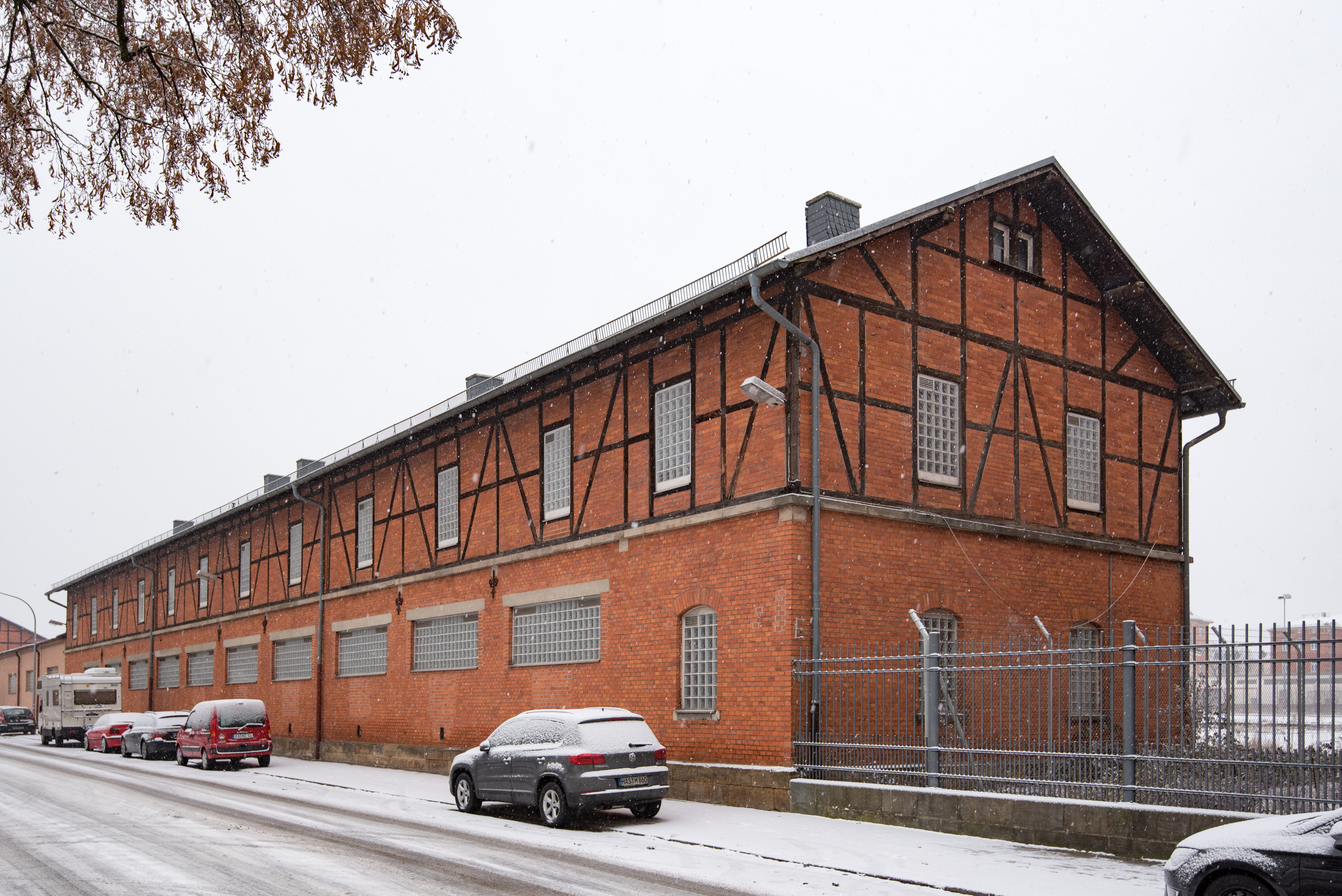
Büro- und Werkstattgebäude Weißenburgstraße 6
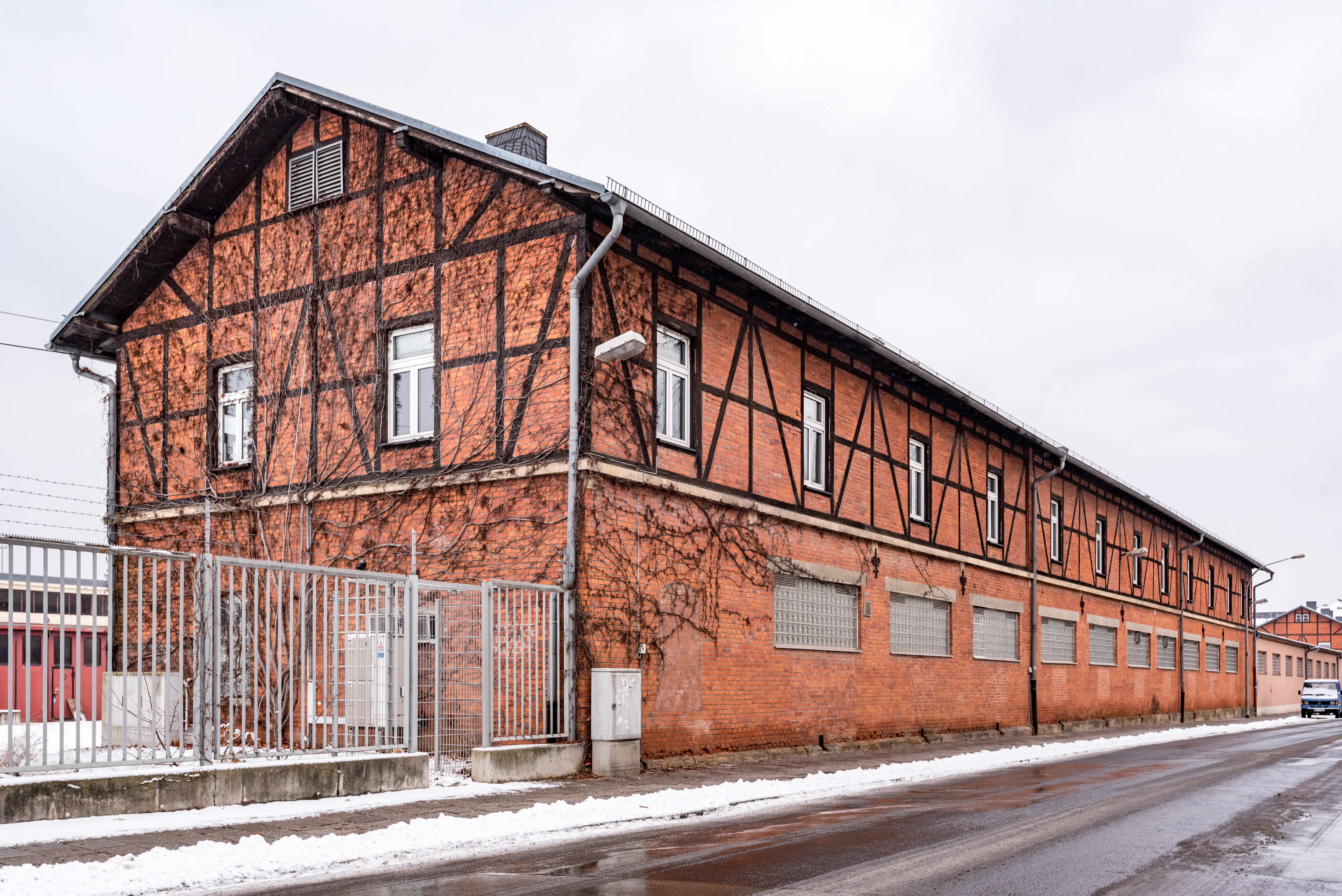
Büro- und Werkstattgebäude Weißenburgstraße 10
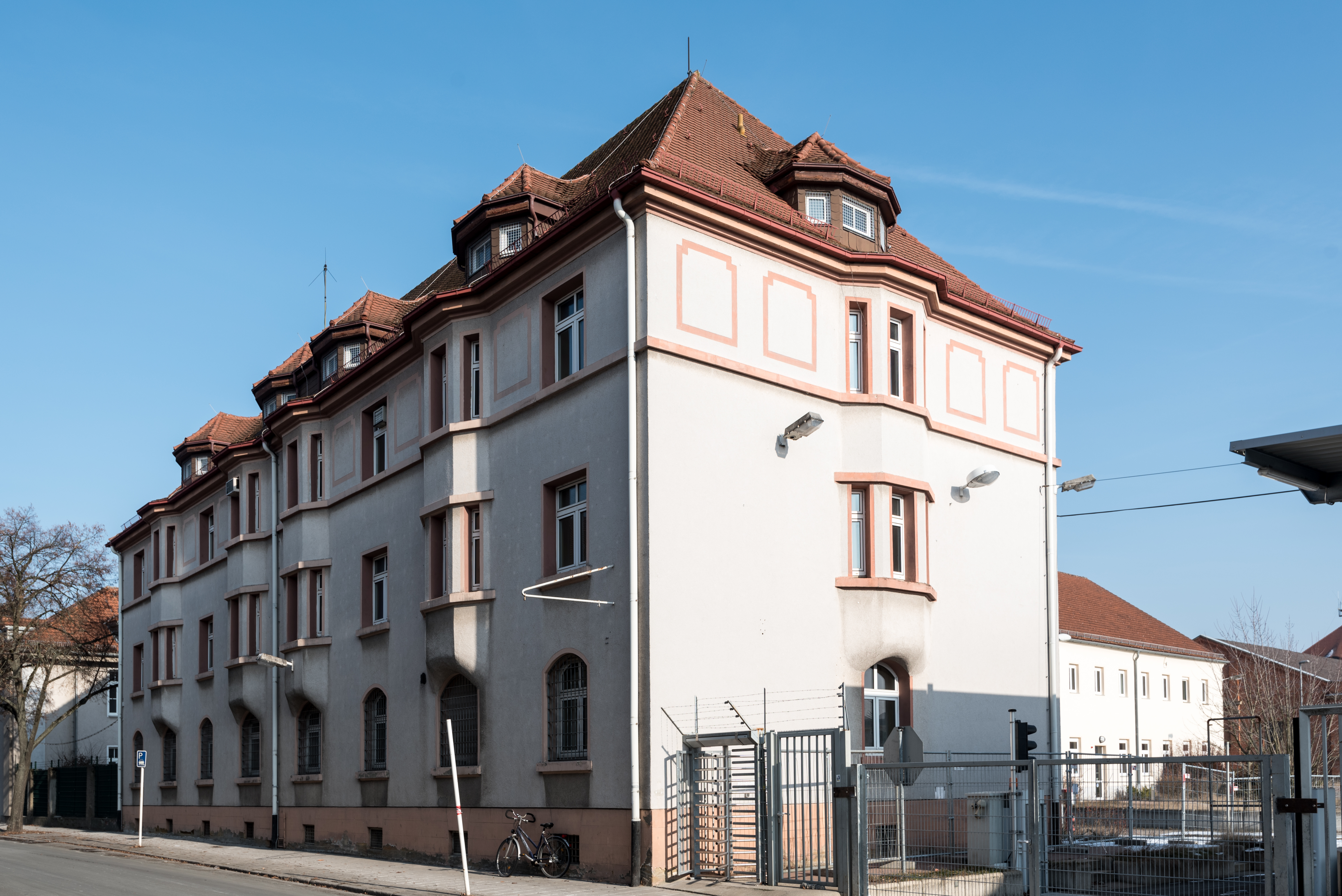
Offiziersgebäude Weißenburgstraße 10 a

Aktennummer: D-4-61-000-1355

### Malzfabrik Weyermann
Die Malzfabrik Michael Weyermann wurde nach Plänen von Gustav Haeberle erbaut. Die Gebäude haben jeweils Ausstattung.
- Alte Brennerei, Industriegleisanlagen, Petroleumlager und provisorisches Kessel- und Maschinenhaus, später Badehaus, errichtet zwischen 1888/89
- Farbmalzbrennerei, zweigeschossiger Flachdachbau auf längsrechteckigem Grundriss 1897
- Neues Kessel- und Maschinenhaus, eingeschossiger Baukörper mit Rundbogenfenstern an das Badehaus angesetzt, 1900
- Schornstein um 1900; Laboratorium und Wohnhaus, zweigeschossiger Backsteinbau mit Satteldach 1902
- Farbmalzlager, an das Laboratorium an gebauert dreigeschossiger Halbwalmdachbau mit angeschlossenem quergelagertem Gebäudeteil 1903
- Holzlege 1903
- Pneumatische Mälzerei, fünfgeschossiger Backsteinbau mit Ecktürmchen 1904; Darre I 1910
- Gerstenannahme/Putzerei, viergeschossiger Flachdachbau mit Zinnen und Zelttürmchen, Fassade aus Sichtziegelmauerwerk 1910
- Villa, zweigeschossiger Walmdachbau mit neubarockem Dekor, mit Gartenanlage, 1913
- Pförtnerhaus 1913
- Kohlenlager und Lokomotivhalle 1922
- Pavillon 1926
- Tiefbrunnenanlage 1928
- Darre II 1928
- Saalbau, zweigeschossiger Flachsatteldachbau im Anschluss an das Badehaus 1928
- Malzkeimlager 1930

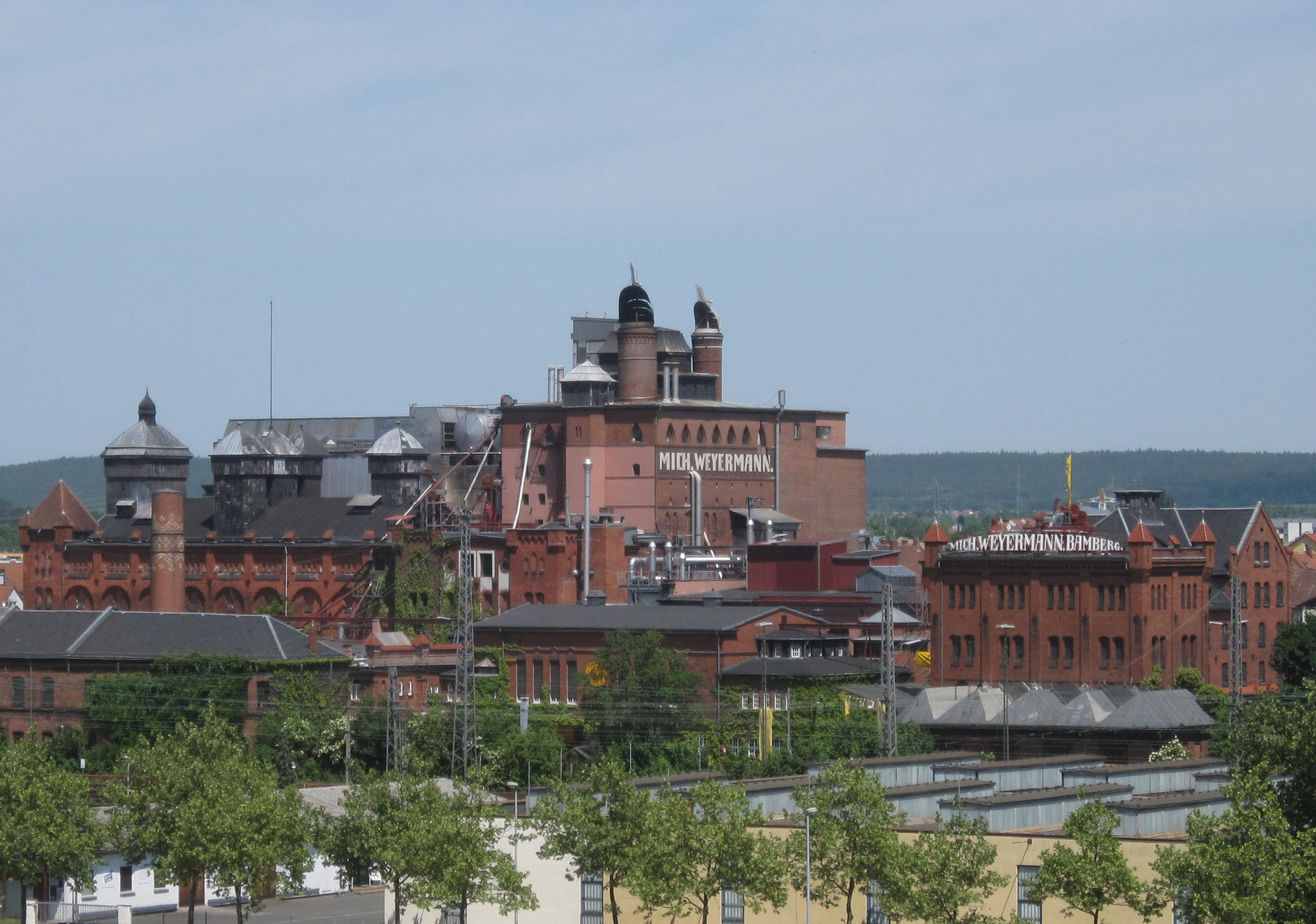

Adressen: Brennerstraße 17, Brennerstraße 19 (Lage)
Aktennummer: D-4-61-000-63

### Brennerstraße
| Lage                                 | Objekt                                                | Beschreibung                                                                                                | Akten-Nr.               | Bild           |
| ------------------------------------ | ----------------------------------------------------- | --- | ----------------------- | -------------- |
| Brennerstraße 9, 9 a, 9 b (Standort) | Ehemaliges Werkstattgebäude der Ludwigs-Süd-Nord-Bahn | Zweigeschossiger traufständiger Sandsteinquaderbau mit Blendbögengliederung und flachem Satteldach, 1854/55 | D-4-61-000-843 Wikidata | weitere Bilder |
| Brennerstraße 42 (Standort)          | Wohn- und Gasthaus, ehemalige Gaststätte Lohengrin    | Dreigeschossiger gegliederter Mansarddachbau mit Eckbau, in barockisierendem Jugendstil, 1904/05            | D-4-61-000-844 Wikidata | weitere Bilder |

### Dr.-von-Schmitt-Straße
| Lage                                 | Objekt       | Beschreibung | Akten-Nr.                | Bild           |
| ------------------------------------ | ------------ | --- | ------------------------ | -------------- |
| Dr.-von-Schmitt-Straße 12 (Standort) | Berufsschule | Mehrflügelige Anlage mit unterschiedlich geschossigen Baukörpern, gering geneigte Sattel- und Walmdächer, verschiedene Sgraffiti an den Fassaden, von Hans Apel, 1950–1961, mit Ausstattung <! -- Teile der Ausstattung noch erhalten, insbesondere der Lichtbild- und Vorführraum im Turm an der Dr.-von-Schmitt-Straße, Entwurf von Hans Apel, Sgraffiti von Anton Greiner, 1950–1961 --> | D-4-61-000-1443 Wikidata | weitere Bilder |

### Egelseestraße
| Lage                        | Objekt            | Beschreibung | Akten-Nr.               | Bild           |
| --------------------------- | ----------------- | --- | ----------------------- | -------------- |
| Egelseestraße 1 (Standort)  | Wohnhaus          | Zweigeschossiger, in der Straßengabelung freistehender Krüppelwalmdachbau, 17./18. Jahrhundert                                                                                  | D-4-61-000-107 Wikidata | weitere Bilder |
| Egelseestraße 4 (Standort)  | Wohnhaus          | Zweigeschossiges Traufseithaus mit Satteldach und verputztem Fachwerkobergeschoss, wohl 18. Jahrhundert                                                                         | D-4-61-000-108 Wikidata | weitere Bilder |
| Egelseestraße 11 (Standort) | Kleinhaus         | Eingeschossiger traufständiger Mansarddachbau, 18. Jahrhundert | D-4-61-000-109 Wikidata | weitere Bilder |
| Egelseestraße 13 (Standort) | Marter            | Jesus am Kreuz mit Heiliger Maria und Heiligem Johannes, links und rechts Heiligenfiguren, am Fuß der Marter entweder der Rest einer Mauer oder ein Ruhestein, gotisch, um 1500 | D-4-61-000-110 Wikidata | weitere Bilder |
| Egelseestraße 20 (Standort) | Ehem. Gärtnerhaus | Eingeschossiger, traufständiger Satteldachbau mit stichbogiger Durchfahrt, wohl 17./18. Jh., Putzfassade um 1780/90                                                             | D-4-61-000-2280         | BW             |
| Egelseestraße 40 (Standort) | Kleinhaus         | Zweigeschossiger Walmdachbau, Obergeschoss nur einachsig, wohl frühes 19. Jahrhundert                                                                                           | D-4-61-000-112 Wikidata | weitere Bilder |
| Egelseestraße 42 (Standort) | Kleinhaus         | Eingeschossiger traufständiger Satteldachbau, massiv ausgebaut, im Kern wohl 18. Jahrhundert                                                                                    | D-4-61-000-113 Wikidata | weitere Bilder |
| Egelseestraße 43 (Standort) | Gärtnerhaus       | Eingeschossiger giebelständiger Halbwalmdachbau, 15./16. Jahrhundert | D-4-61-000-114 Wikidata | weitere Bilder |
| Egelseestraße 51 (Standort) | Wohnhaus          | Freistehender zweigeschossiger Mansarddachbau, 18. Jahrhundert Zugehörig Gartenmauer, verputzter Sandstein                                                                      | D-4-61-000-115 Wikidata | weitere Bilder |

### Eugen-Pacelli-Platz
| Lage                             | Objekt                               | Beschreibung | Akten-Nr.               | Bild           |
| -------------------------------- | ------------------------------------ | --- | ----------------------- | -------------- |
| Eugen-Pacelli-Platz 1 (Standort) | Katholische Pfarrkirche St. Heinrich | Kirchenbau der neuen Sachlichkeit mit historisierenden Reminiszenzen, Doppelturmfassade und Chorkuppel, von Michael Kurz, 1927/29; mit Ausstattung | D-4-61-000-138 Wikidata | weitere Bilder |

### Gangolfsplatz
| Lage                         | Objekt                                                                    | Beschreibung | Akten-Nr.                | Bild           |
| ---------------------------- | ------------------------------------------------------------------------- | --- | ------------------------ | -------------- |
| Gangolfsplatz 1 (Standort)   | Ehemaliger Chorherrenhof von St. Gangolf, genannt St. Nikolaus            | Zweigeschossiger, langgestreckter Mansarddachbau, im Kern wohl spätmittelalterlich, Gesamterscheinung 18. Jahrhundert Ehemaliges Liederkranzheim, eingeschossiger Walmdachbau mit spitzbogigem Saal, 1927/28 von Anton Staller | D-4-61-000-1404 Wikidata | weitere Bilder |
| Gangolfsplatz 2 (Standort)   | Ehemaliger Chorherrenhof von St. Gangolf, genannt Zum Zuckmantel          | Zweigeschossiges, zweiteiliges Gebäude, im Kern wohl spätmittelalterlich, nordwärts Satteldachbau, gegen die Kirche im 18./19. Jahrhundert ausgebautes Walmdachhaus mit aufgeputzter Eckquaderung                              | D-4-61-000-1405 Wikidata | weitere Bilder |
| Gangolfsplatz 3 (Standort)   | Wohngebäude (Klinik)                                                      | Dreigeschossiger reich gegliederter Bau mit Eckerker und Stufengiebel, Neurenaissance, von Gustav Haeberle, 1897 | D-4-61-000-1406 Wikidata | weitere Bilder |
| Gangolfsplatz 3 a (Standort) | Ehemaliger Chorherrenhof von St. Gangolf, genannt Zur Steinernen Kemmeten | Zweigeschossiger traufständiger Walmdachbau mit Zwerchgiebel, in der Gesamterscheinung 18. Jahrhundert, Kern älter, um 1900 historistisch ausgebaut; mit Tor des 16./17. Jahrhunderts                                          | D-4-61-000-1407 Wikidata | weitere Bilder |
| Gangolfsplatz 4 (Standort)   | Ehemaliger Chorherrenhof von St. Gangolf, sogenannter Schindelhof         | Zweigeschossiger Walmdachbau, 18. Jahrhundert, im Kern wohl älter | D-4-61-000-1408 Wikidata | weitere Bilder |

### Hartmannstraße
| Lage                        | Objekt        | Beschreibung | Akten-Nr.       | Bild           |
| --------------------------- | ------------- | --- | --------------- | -------------- |
| Hartmannstraße 3 (Standort) | Kontorgebäude | Zweigeschossiger und krüppelwalmdachgedeckter Putzbau in Formen des späten heimat- und Jugendstils, mit Ausstattung, 1913/14 von Gustav Haeberle Einfriedung gleichzeitig | D-4-61-000-2577 | weitere Bilder |

### Heiliggrabstraße
| Lage                                                          | Objekt                | Beschreibung | Akten-Nr.               | Bild           |
| ------------------------------------------------------------- | --------------------- | --- | ----------------------- | -------------- |
| Heiliggrabstraße (vor Nr. 24, an der Klostermauer) (Standort) | Bildstock oder Marter | Vierseitiger Aufsatz mit Nischen für Bildtafeln, Tafeln nicht mehr vorhanden, Sandstein, 17. Jahrhundert           | D-4-61-000-277 Wikidata | weitere Bilder |
| Heiliggrabstraße 12 (Standort)                                | Wohnhaus              | Zweigeschossiger, traufständiger und verputzter Mansarddachbau mit geohrten Rahmen, erstes Viertel 18. Jahrhundert | D-4-61-000-273 Wikidata | weitere Bilder |
| Heiliggrabstraße 19 (Standort)                                | Gärtnerhaus           | Eingeschossiger traufständiger Satteldachbau, zweite Hälfte 19. Jahrhundert                                        | D-4-61-000-275 Wikidata | weitere Bilder |
| Heiliggrabstraße 19 (Standort)                                | Gartenmauer           | Sandstein | D-4-61-000-275 Wikidata | weitere Bilder |

### Josephstraße
| Lage                                   | Objekt               | Beschreibung | Akten-Nr.               | Bild           |
| -------------------------------------- | -------------------- | --- | ----------------------- | -------------- |
| Josephstraße 7 (Standort)              | Mehrfamilienwohnhaus | Dreigeschossiger traufständiger Satteldachbau mit Stufengiebel, Erker und spitzbogiger Tordurchfahrt, neugotisch, von Gustav Haeberle, 1902 | D-4-61-000-392 Wikidata | weitere Bilder |
| Josephstraße 25, 27, 29, 31 (Standort) | Gärtnerhäuser        | Reihe von vier eingeschossigen, traufseitigen und verputzten Massivbauten je mit Satteldach, Nrn. 25 u. 27 mit korbbogiger Durchfahrt, 1759 nach Kriegszerstörung wiederaufgebaut, Nr. 25 durch Teilaufstockung verändert, Nr. 31 im Inneren erneuert | D-4-61-000-394 Wikidata | weitere Bilder |

### Kaimsgasse
| Lage                     | Objekt                 | Beschreibung | Akten-Nr.               | Bild           |
| ------------------------ | ---------------------- | --- | ----------------------- | -------------- |
| Kaimsgasse 5 (Standort)  | Kleinhaus              | Eingeschossiger giebelständiger Satteldachbau, 1837 | D-4-61-000-415 Wikidata | weitere Bilder |
| Kaimsgasse 11 (Standort) | Doppel-Kleinhaus       | Lang gestreckter, eingeschossiger und giebelständiger Satteldachbau, verputzt, im Kern wohl 16. Jahrhundert, 1883 umfänglich modernisiert                                                      | D-4-61-000-417 Wikidata | weitere Bilder |
| Kaimsgasse 23 (Standort) | Gärtnerhaus            | Eingeschossiger traufständiger Satteldachbau mit korbbogiger Tordurchfahrt, bezeichnet „1810“ Nebengebäude                                                                                     | D-4-61-000-418 Wikidata | weitere Bilder |
| Kaimsgasse 25 (Standort) | Ehemaliges Gärtnerhaus | Aus ein- und zweigeschossigen Baukörpern zusammengesetzter Bau mit steilen Walmdächern, im Kern spätmittelalterlich                                                                            | D-4-61-000-419 Wikidata | weitere Bilder |
| Kaimsgasse 30 (Standort) | Gärtnerhaus            | Eingeschossiger, traufständiger und verputzter Massivbau mit Satteldach und gerader Tordurchfahrt, 1759 nach Kriegszerstörung wiederaufgebaut, 1885 nach Süden erweitert                       | D-4-61-000-420 Wikidata | weitere Bilder |
| Kaimsgasse 31 (Standort) | Gärtnerhaus            | Eingeschossiger, traufständiger und verputzter Massivbau mit Satteldach, 1759; ehem. Scheune, eingeschossiger Satteldachbau mit gerader Tordurchfahrt, 1919 in nördlicher Verlängerung ergänzt | D-4-61-000-421 Wikidata | weitere Bilder |

### Katharinenhof
| Lage                                                            | Objekt                         | Beschreibung                                                                            | Akten-Nr.               | Bild           |
| --------------------------------------------------------------- | ------------------------------ | --------------------------------------------------------------------------------------- | ----------------------- | -------------- |
| Katharinenhof (zwischen Nürnberger Straße 15 und 17) (Standort) | Torbau des Katharinenhofes     | Sandsteinquaderbau mit schmalem Satteldach, mit Durchfahrt und Fußgängerpforte, um 1500 | D-4-61-000-971 Wikidata | weitere Bilder |
| Katharinenhof 1, 2 (Standort)                                   | Ehemaliger Katharinenspitalhof | Eingeschossiger Halbwalmdachbau mit Zwerchhaus                                          | D-4-61-000-483 Wikidata | weitere Bilder |

### Kunigundendamm
| Lage                         | Objekt                                            | Beschreibung | Akten-Nr.               | Bild           |
| ---------------------------- | ------------------------------------------------- | --- | ----------------------- | -------------- |
| Kunigundendamm 14 (Standort) | Evangelisch-lutherische Pfarrkirche Erlöserkirche | Zehneckiger Zentralbau mit Umgang und Zeltdach, Vorhalle mit flach geneigtem Satteldach und freistehendem Turm mit Zeltdach, Muschelkalk und rote Ziegel, 1930–1934 von German Bestelmeyer in traditionellen Formen der Moderne, nach Zerstörungen 1945 bis 1950 wiederaufgebaut; mit Ausstattung | D-4-61-000-522 Wikidata | weitere Bilder |
| Kunigundendamm 18 (Standort) | Mietshaus                                         | Viergeschossiger massiver traufständiger Satteldachbau, Erdgeschoss in Kalkstein mit Sandsteingliederungen, Obergeschosse verputzt mit dreigeschossigem asymmetrischem Mittelerker und Zwerchhaus, barockisierender Jugendstil mit dekorativer Obergeschossgliederung, 1911 von Martin Hartmann   | D-4-61-000-523 Wikidata | weitere Bilder |
| Kunigundendamm 19 (Standort) | Mietshaus                                         | Viergeschossiger massiver traufständiger Satteldachbau, Erdgeschoss in Kalkstein mit Sandsteingliederungen, Obergeschosse verputzt mit dreigeschossigem symmetrischem Mittelerker und Zwerchhaus, barockisierender Jugendstil mit dekorativer Obergeschossgliederung, 1911 von Martin Hartmann    | D-4-61-000-524 Wikidata | weitere Bilder |
| Kunigundendamm 23 (Standort) | Mietshaus                                         | Traufständiger Massivbau, über Natursteinsockel dreigeschossiger verputzter Satteldachbau mit Zwerchhaus und seitlichem Erker, in malerisch-barockisierendem Stil, 1902 von Chrysostomus Martin wohl unter Mitwirkung von Xaver Sepp                                                              | D-4-61-000-525 Wikidata | weitere Bilder |
| Kunigundendamm 26 (Standort) | Mietshaus                                         | Über Natursteinsockel dreigeschossiger massiver Putzbau, traufständig mit Mansarddach, zweigeschossiger Mittelerker, historistisch, in Anlehnung an Formen des 18. Jahrhunderts, 1899 von Xaver Sepp                                                                                              | D-4-61-000-526 Wikidata | weitere Bilder |

### Kunigundenruhstraße
| Lage                                | Objekt                               | Beschreibung | Akten-Nr.                | Bild           |
| ----------------------------------- | ------------------------------------ | --- | ------------------------ | -------------- |
| Kunigundenruhstraße 1, 3 (Standort) | Ehem. Gärtnerhaus und Gastwirtschaft | Ehem. Gärtnerhaus und Gastwirtschaft, zweigeschossiger Massivbau in Ecklage mit abgewalmtem Satteldach und gerundeter Ecke, 1759 nach Kriegszerstörung wiederaufgebaut, um 1860 geteilt, Putzgliederung jeweils später | D-4-61-000-538 Wikidata  | weitere Bilder |
| Kunigundenruhstraße 10 (Standort)   | Gärtnerhaus                          | Eingeschossiger, traufständiger und verputzter Massivbau mit Satteldach und korbbogiger Durchfahrt, 1759 nach Kriegszerstörung wiederaufgebaut                                                                         | D-4-61-000-540 Wikidata  | weitere Bilder |
| Kunigundenruhstraße 15 (Standort)   | Gärtnerhaus                          | Eingeschossiger, traufständiger und verputzter Massivbau in Ecklage mit abgewalmtem Satteldach, gerundeter Ecke und korbbogigem ehem. Durchfahrtstor, 1759 nach Kriegszerstörung wiederaufgebaut                       | D-4-61-000-541 Wikidata  | weitere Bilder |
| Kunigundenruhstraße 17 (Standort)   | Gärtnerhaus                          | Eingeschossiger, traufständiger und verputzter Massivbau mit Satteldach und korbbogiger Durchfahrt, 1759 nach Kriegszerstörung wiederaufgebaut, Ende 19. Jh. im Inneren verändert                                      | D-4-61-000-542 Wikidata  | weitere Bilder |
| Kunigundenruhstraße 19 (Standort)   | Gärtnerhaus                          | Zweigeschossiger traufständiger Satteldachbau mit Tordurchfahrt, 1878, 1906 aufgestockt | D-4-61-000-1442 Wikidata | weitere Bilder |
| Kunigundenruhstraße 31 (Standort)   | Gärtnerhaus                          | Eingeschossiger, traufständiger und verputzter Massivbau mit Satteldach und korbbogiger Durchfahrt, 1759 nach Kriegszerstörung wiederaufgebaut nachqualifiziert                                                        | D-4-61-000-543 Wikidata  | weitere Bilder |
| Kunigundenruhstraße 35 (Standort)   | Gärtnerhaus                          | Eingeschossiger, traufständiger und verputzter Massivbau mit Satteldach und korbbogiger Einfahrt, 1759 nach Kriegszerstörung wiederaufgebaut nachqualifiziert                                                          | D-4-61-000-544 Wikidata  | weitere Bilder |

### Ludwigstraße
| Lage                           | Objekt                   | Beschreibung | Akten-Nr.               | Bild           |
| ------------------------------ | ------------------------ | --- | ----------------------- | -------------- |
| Ludwigstraße (Standort)        | Zollstation              | Ehemalige städtische Zollstation, kleiner eingeschossiger Massivbau mit Zeltdach, 1910 | D-4-61-000-595 Wikidata | weitere Bilder |
| Ludwigstraße 6 (Standort)      | Bahnhof, Empfangsgebäude | Dreiflügeliger Sandsteinquaderbau mit flachem Walmdach, überhöhter Mittelrisalit, von Friedrich Bürklein, 1844–1848, 1899 und 1900 erhöht und erweitert, Vorbau 1908                          | D-4-61-000-593 Wikidata | weitere Bilder |
| Ludwigstraße 8 (Standort)      | Bahnhofnebengebäude      | Ein- und zweigeschossiger Dreiflügelbau mit Walmdach, nach 1847 | D-4-61-000-594 Wikidata | weitere Bilder |
| Ludwigstraße 12 (Standort)     | Dienstwohnhaus           | Ehemaliges Wohnhaus des königlichen Bezirksingenieurs, dann Wohnhaus des Bahnhofsrestaurateurs, zweigeschossiger Sandsteinquaderbau mit flachem Walmdach und Stichbogenrahmen, um 1850        | D-4-61-000-596 Wikidata | weitere Bilder |
| Ludwigstraße 14, 16 (Standort) | Bahnmeisterei            | Eisenbahn-Dienstgebäude, Doppelhaus, breitgelagerter Sandsteinquaderbau, Mittelteil eingeschossig mit Satteldach, flankiert von zweigeschossigen Kopfbauten, je mit flachem Walmdach, 1901/02 | D-4-61-000-597 Wikidata | weitere Bilder |

### Luitpoldstraße
| Lage                             | Objekt                                               | Beschreibung | Akten-Nr.               | Bild           |
| -------------------------------- | ---------------------------------------------------- | --- | ----------------------- | -------------- |
| Luitpoldstraße 1 (Standort)      | Wohn- und Geschäftshaus                              | Dreigeschossiger Walmdachbau in Ecklage, Putzfassade in Anlehnung an den Maximilianstil, von Georg Hofbauer, 1867, nachqualifiziert | D-4-61-000-880 Wikidata | weitere Bilder |
| Luitpoldstraße 2 (Standort)      | Wohn- und Geschäftshaus                              | Viergeschossiger vielgliedriger Massivbau in Ecklage, die städtebauliche Position am Brückenkopf akzentuierend, mit Putzfassade in Jugendstilformen, von Johannes Kronfuss, 1903 | D-4-61-000-881 Wikidata | weitere Bilder |
| Luitpoldstraße 17 (Standort)     | Luitpoldsäle                                         | Viergeschossiges, großformatig gestaltetes Eckgebäude mit Eckturm, von Chrysostomus Martin, 1904/05; die reiche Jugendstildekoration um 1950 entfernt; zugehörig Obere Königstraße 41 | D-4-61-000-882 Wikidata | weitere Bilder |
| Luitpoldstraße 18 (Standort)     | Wohn- und Geschäftshaus                              | Dreieinhalbgeschossiger traufseitiger Massivbau mit flachem Walmdach und übergiebeltem Mittelrisalit, Fassadengestaltung in spätklassizistischen Formen, von Wilhelm Ney, 1855 | D-4-61-000-885 Wikidata | weitere Bilder |
| Luitpoldstraße 19 (Standort)     | Mietshaus                                            | Dreigeschossiger Mansarddachbau mit aufwendiger Fassadengestaltung in an den Manierismus anschließenden Formen, wohl von Chrysostomus Martin, 1896 | D-4-61-000-886 Wikidata | weitere Bilder |
| Luitpoldstraße 21, 23 (Standort) | Wohn- und Geschäftshaus                              | Viergeschossiges Doppelhaus mit Risalit und Flachsatteldach, in die Straßenbiegung eingefügt, Neurenaissance, von Chrysostomus Martin, um 1890 | D-4-61-000-887 Wikidata | weitere Bilder |
| Luitpoldstraße 24 (Standort)     | Gangolfschule                                        | Langgestreckter dreigeschossiger Flachsatteldachbau mit Risaliten, der Straßenbiegung entsprechend abgewinkelt, von Karl Georg Lang, 1874–1876 | D-4-61-000-888 Wikidata | weitere Bilder |
| Luitpoldstraße 25 (Standort)     | Wohn- und Geschäftshaus                              | Viergeschossiger Flachsatteldachbau in Neurenaissanceformen, vermutlich von Xaver Sepp, 1879 | D-4-61-000-889 Wikidata | weitere Bilder |
| Luitpoldstraße 26 (Standort)     | Mietshaus                                            | Dreieinhalbgeschossiger, traufständiger Satteldachbau mit Putzfassade mit reicher Architekturgliederung, im Stil der Neorenaissance, von und für Johann Dumrauf, 1882/83; ehem. Holzlege, Ständerbau über spitzwinkligem Grundriss, mit Lattenverschlag, Rückwand Backstein, gleichzeitig, Pultdach erneuert; zwei Sandsteinpfeiler der ehem. Einfriedung, gleichzeitig, nachqualifiziert | D-4-61-000-2376         | BW             |
| Luitpoldstraße 37 (Standort)     | Hotel                                                | Dreigeschossiger Mansarddachbau in Ecklage, schmiedeeiserne Balkons, historistisch neubarock, von Jakob Maier, 1886 | D-4-61-000-890 Wikidata | weitere Bilder |
| Luitpoldstraße 38, 40 (Standort) | Mietshaus, Doppelhaus                                | Eingeschossiger Sandsteinquaderbau mit Mittelrisalit, flaches Walmdach, spätklassizistisch, von Jakob Maier, 1881 | D-4-61-000-891 Wikidata | weitere Bilder |
| Luitpoldstraße 39 (Standort)     | Wohn- und Geschäftshaus                              | Zwei- und dreigeschossiger Satteldachbau in Ecklage, von Caspar Dennefeld, 1861 | D-4-61-000-892 Wikidata | weitere Bilder |
| Luitpoldstraße 40 a (Standort)   | Ehemalige Seidengarnfabrik Kupfer & Mohrenwitz       | Dreigeschossiger Backsteinbau mit historistischem Ziergiebel und Flachsatteldach, 1888 und 1898 | D-4-61-000-932 Wikidata | weitere Bilder |
| Luitpoldstraße 40 a (Standort)   | Ehemalige Seidengarnfabrik Kupfer & Mohrenwitz       | Kesselhaus, 1903 | D-4-61-000-932 Wikidata | weitere Bilder |
| Luitpoldstraße 40 a (Standort)   | Ehemalige Seidengarnfabrik Kupfer & Mohrenwitz       | Fabrikschlot | D-4-61-000-932 Wikidata | weitere Bilder |
| Luitpoldstraße 45, 47 (Standort) | Mehrfamilienwohnhaus, Doppelhaus                     | Dreigeschossiger Mansarddachbau mit aufwendig gestaltetem Giebel, in Anlehnung an niederländische Barockformen, historistisch, von Gustav Haeberle, 1892/93 | D-4-61-000-894 Wikidata | weitere Bilder |
| Luitpoldstraße 46 (Standort)     | Wohngebäude                                          | Freistehender dreigeschossiger traufständiger Satteldachbau mit schlichter, ein Zwerchhaus einbeziehender Gliederung, von Maurermeister Müller nach Plänen von Ringelmann, 1866 | D-4-61-000-895 Wikidata | weitere Bilder |
| Luitpoldstraße 47 (Standort)     | Siehe D-4-61-000-894: Mietshaus Luitpoldstraße 45/47 | | D-4-61-000-896 Wikidata | weitere Bilder |
| Luitpoldstraße 50 (Standort)     | Mietshaus                                            | Dreieinhalbgeschossiger Flachwalmdachbau, Backsteinfassade mit Sandsteingliederungen, spätklassizistisch, von Jakob Maier, 1879 | D-4-61-000-897 Wikidata | weitere Bilder |

### Marienplatz
| Lage                          | Objekt                         | Beschreibung | Akten-Nr.                | Bild           |
| ----------------------------- | ------------------------------ | --- | ------------------------ | -------------- |
| Marienplatz (Standort)        | Marienstatue mit Brunnenanlage | Stein, von Bildhauer Robert Bauer-Haderlein, errichtet 1954 | D-4-61-000-1880 Wikidata | weitere Bilder |
| Marienplatz 1 (Standort)      | Wohn- und Geschäftshaus        | Viergeschossiges Mehrfamilienmietshaus mit Geschäft in städtebaulich bedeutender Ecklage, Fassadengliederung durch übergiebelte Risaliten und polygonalem Erker, Fassadendekoration im Jugendstil, von Georg Benedikt, 1906 | D-4-61-000-902 Wikidata  | weitere Bilder |
| Marienplatz 14 (Standort)     | Mietshaus                      | Dreigeschossiger traufständiger Satteldachbau mit geschweiftem Giebel und leicht vorspringendem Erker, Jugendstil mit Renaissanceformen, wohl von Johannes Kronfuß, 1904                                                    | D-4-61-000-903 Wikidata  | weitere Bilder |
| Marienplatz 16, 18 (Standort) | Doppelmietshaus                | Dreigeschossiger traufständiger Satteldachbau mit übergiebeltem Doppelerker, reduzierte Neurenaissance, von Andreas Jaeger, 1902                                                                                            | D-4-61-000-904 Wikidata  | weitere Bilder |

### Martin-Luther-Straße
| Lage                              | Objekt                                  | Beschreibung | Akten-Nr.               | Bild           |
| --------------------------------- | --------------------------------------- | --- | ----------------------- | -------------- |
| Martin-Luther-Straße 1 (Standort) | Finanzamt und ehemaliges Vermessungsamt | Mehrteilige Anlage mit fünfgeschossigem Hochbau, Eingangshalle und Foyer, mit Innendekoration, von Ewald Thias, 1956–1958 | D-4-61-000-934 Wikidata | weitere Bilder |

### Mittelstraße
| Lage                                 | Objekt             | Beschreibung | Akten-Nr.                | Bild           |
| ------------------------------------ | ------------------ | --- | ------------------------ | -------------- |
| Mittelstraße (bei Nr. 25) (Standort) | Kruzifix, Wegkreuz | Holzkreuz auf Sandsteinsockel, Holzkorpus, Blechüberdachung, 19. Jahrhundert | D-4-61-000-1032 Wikidata | weitere Bilder |
| Mittelstraße 9 (Standort)            | Gärtnerhaus        | Eingeschossiger Satteldachbau mit abgewalmten Zwerchhaus, im Kern wohl Ende 17. Jahrhundert, äußere Erscheinung Ende 18. Jahrhundert                                                    | D-4-61-000-1027 Wikidata | weitere Bilder |
| Mittelstraße 10 (Standort)           | Gärtnerhaus        | Eingeschossiger traufständiger Satteldachbau mit Kniestock und stichbogiger Einfahrt, zweite Hälfte 19. Jahrhundert                                                                     | D-4-61-000-1028 Wikidata | weitere Bilder |
| Mittelstraße 14 (Standort)           | Gärtnerhaus        | Eingeschossiger traufständiger Satteldachbau mit korbbogiger Einfahrt, geohrte Fensterrahmungen, spätes 18. Jahrhundert                                                                 | D-4-61-000-1029 Wikidata | weitere Bilder |
| Mittelstraße 16 (Standort)           | Gärtnerhaus        | Eingeschossiger verputzter Satteldachbau, 1619 (dendrodat.) über wohl älterem Keller, Ende 19. Jh. im Inneren modernisiert; Stall, eingeschossiger Pultdachbau, 1843 oder älter         | D-4-61-000-2600          | BW             |
| Mittelstraße 17, 19 (Standort)       | Gärtner-Doppelhaus | Eingeschossiger, traufständiger Steilsatteldachbau, im Kern spätes 18. Jahrhundert, im 19. Jahrhundert (wohl um 1830) geteilt und umgebaut                                              | D-4-61-000-1030 Wikidata | weitere Bilder |
| Mittelstraße 20 (Standort)           | Gärtnerhaus        | Eingeschossiger traufständiger Massivbau mit hohem Satteldach, im Kern 1558 (dendrochronologisch datiert), nach 1893 Umbau Rückwärtig eingeschossiger Stallanbau mit Pultdach, vor 1893 | D-4-61-000-1471 Wikidata | weitere Bilder |

### Nürnberger Straße
| Lage                                                        | Objekt                   | Beschreibung | Akten-Nr.                | Bild           |
| ----------------------------------------------------------- | ------------------------ | --- | ------------------------ | -------------- |
| Nürnberger Straße (bei Nr. 90) (Standort)                   | Scheune                  | Eingeschossiger, giebelständiger Fachwerkbau mit Satteldach, um 1700 | D-4-61-000-982 Wikidata  | weitere Bilder |
| In der Grundstücksmauer von Nürnberger Straße 96 (Standort) | Wegkreuz                 | Flaches Kreuz mit dreiblättrigen Durchbrüchen, Kruzifix im Viernageltypus und Blechbaldachin, Gusseisen, von Eisengießerei Langhammer, um 1900                                                                                            | D-4-61-000-983 Wikidata  | weitere Bilder |
| Nürnberger Straße 2 (Standort)                              | Eckwohnhaus              | In städtebaulich markanter Lage dreiseitig freistehender Mansardwalmdachbau, zweigeschossig, massiv, mit Ecklisenen, reich gegliederte und dekorierte Barockfassaden mit Werksteingliederungen, Mitte 18. Jahrhundert                     | D-4-61-000-968 Wikidata  | weitere Bilder |
| Nürnberger Straße 4 (Standort)                              | Kleinbürgerhaus          | Mit dem Nachbarhaus Nr. 2 auf einer Verkehrsinsel, dreiseitig freistehender schlicht gegliederter Satteldachbau, zweigeschossig, verputzt mit Eckpilastern, Erdgeschoss massiv, Obergeschoss in Fachwerk, Ende 18./Anfang 19. Jahrhundert | D-4-61-000-969 Wikidata  | weitere Bilder |
| Nürnberger Straße 8 (Standort)                              | Zweiflügeliger Wohnbau   | Zweigeschossiges Satteldachhaus, Fachwerk verputzt, mit profilierten Fensterrahmungen, 18. Jahrhundert | D-4-61-000-970 Wikidata  | weitere Bilder |
| Nürnberger Straße 26 (Standort)                             | Gärtnerhaus              | Eingeschossiger freistehender Satteldachbau, massiv mit Fachwerkgiebel, 18. Jahrhundert | D-4-61-000-972 Wikidata  | weitere Bilder |
| Nürnberger Straße 26 (Standort)                             | Umfassung                | Sandsteinquadermauer, 19. Jahrhundert | D-4-61-000-972 Wikidata  | weitere Bilder |
| Nürnberger Straße 29 (Standort)                             | Gärtnerhaus              | Eingeschossiger, traufseitiger Massivbau mit Satteldach, Putzfassade mit Eckpilastern und mittiger Durchfahrt, 1809, mit rückwärtigem Stallanbau, wohl Anfang 20. Jh. um Fachwerkkniestock erhöht, 1928                                   | D-4-61-000-2596          | BW             |
| Nürnberger Straße 45 (Standort)                             | Gärtnerhaus              | Massiver traufständiger Satteldachbau, eingeschossig mit korbbogiger Einfahrt, wohl 18. Jahrhundert, 1886 zur Scheune umgebaut, 1964/65 nach Teileinsturz stark verändert                                                                 | D-4-61-000-973 Wikidata  | weitere Bilder |
| Nürnberger Straße 47 (Standort)                             | Kleinhaus                | Zweigeschossiger verputzter Walmdachbau über winkligem Grundriss, 1616/18 (dendrochronologisch datiert) | D-4-61-000-974 Wikidata  | weitere Bilder |
| Nürnberger Straße 49 (Standort)                             | Kleinbürgerhaus          | Zweigeschossiger Mansarddachbau, Putzfassade mit Eckpilastern, spätbarocker Fassadendekor mit Rocaillen, zweite Hälfte 18. Jahrhundert | D-4-61-000-975 Wikidata  | weitere Bilder |
| Nürnberger Straße 50 (Standort)                             | Kleinhaus                | Eingeschossiger traufständiger Mansarddachbau, um 1800 | D-4-61-000-976 Wikidata  | weitere Bilder |
| Nürnberger Straße 52 (Standort)                             | Gärtnerhaus              | Eingeschossiger Satteldachbau mit Aufzugsgaube, 1720/21 (dendro.dat.). | D-4-61-000-2573          | weitere Bilder |
| Nürnberger Straße 55 (Standort)                             | Gärtnerhaus              | Eingeschossiger giebelständiger Satteldachbau, massiv und Fachwerk, verputzt, 18. Jahrhundert, seitlicher traufständiger Anbau mit Durchfahrt, 1878                                                                                       | D-4-61-000-1350 Wikidata | weitere Bilder |
| Nürnberger Straße 81 (Standort)                             | Ehemaliges Wohnstallhaus | Giebelständiger, verputzter Halbwalmdachbau, 18. Jahrhundert | D-4-61-000-977 Wikidata  | weitere Bilder |
| Nürnberger Straße 88 (Standort)                             | Gärtnerhaus              | Eingeschossiger traufständiger Satteldachbau, verputzt, mit korbbogiger Einfahrt, wohl spätes 18./Anfang 19. Jahrhundert | D-4-61-000-978 Wikidata  | weitere Bilder |
| Nürnberger Straße 89 (Standort)                             | Kleinhaus                | Freistehender eingeschossiger traufständiger Satteldachbau in Ecklage, massiv, wohl noch 18. Jahrhundert | D-4-61-000-979 Wikidata  | weitere Bilder |
| Nürnberger Straße 90 (Standort)                             | Gärtnerhaus              | Eingeschossiger traufständiger Satteldachbau, verputzt, mit korbbogiger Einfahrt, wohl spätes 18./Anfang 19. Jahrhundert | D-4-61-000-980           | weitere Bilder |
| Nürnberger Straße 90 (Standort)                             | Gärtnerhaus              | Eingeschossiger traufständiger Satteldachbau, massiv, verputzt, mit stichbogiger Einfahrt, wohl erst Anfang 19. Jahrhundert | D-4-61-000-981 Wikidata  | weitere Bilder |

### Obere Königstraße
| Lage                                        | Objekt                                                                          | Beschreibung | Akten-Nr.                | Bild           |
| ------------------------------------------- | ------------------------------------------------------------------------------- | --- | ------------------------ | -------------- |
| Obere Königstraße 32 (Standort)             | Bürgerhaus                                                                      | Langgestreckter zweigeschossiger Traufseitbau mit Satteldach, im Kern 16. Jahrhundert, im 18./19. Jahrhundert verändert | D-4-61-000-1072 Wikidata | weitere Bilder |
| Obere Königstraße 36 (Standort)             | Kleinbürgerhaus                                                                 | Zweigeschossiger traufständiger Satteldachbau mit geohrten Fensterrahmungen, Außenerscheinung 18. Jahrhundert, im Kern wohl älter; Dachausbau und Veränderung des Erdgeschossbereichs | D-4-61-000-1073 Wikidata | weitere Bilder |
| Obere Königstraße 38 (Standort)             | Wohn- und Gasthaus                                                              | Zweigeschossiger traufseitiger Satteldachbau mit gegen die Straße vorspringendem Bauteil, einheitliche Fassadengestaltung durch Geschossgesims, Lisenen und geohrten Fensterrahmungen, im Kern 17./18. Jahrhundert, vorspringender Bauteil 18. Jahrhundert                                                                                                 | D-4-61-000-1074 Wikidata | weitere Bilder |
| Obere Königstraße 42 (Standort)             | Siehe Luitpoldstraße 13, sogenannter Scheckethof, heute Wohn- und Geschäftshaus | Zweigeschossiger traufständiger Walmdachbau mit aufgeputzter Fassadengliederung, 18. Jahrhundert | D-4-61-000-1076 Wikidata | weitere Bilder |
| Obere Königstraße 46 (Standort)             | Ehemaliger Chorherrenhof von St. Gangolf, sogenanntes Kleines Höflein           | Dreigeschossiger traufständiger Flachsatteldachbau, 18. Jahrhundert, im späteren 19. Jahrhundert aufgestockt und äußerlich verändert | D-4-61-000-1077 Wikidata | weitere Bilder |
| Obere Königstraße 47 (Standort)             | Bürgerhaus                                                                      | Dreigeschossiger traufständiger Satteldachbau mit schlicht gegliederter Front, spätbarock, 18. Jahrhundert | D-4-61-000-1078 Wikidata | weitere Bilder |
| Obere Königstraße 50 (Standort)             | Ehemaliger Chorherrenhof von St. Gangolf                                        | Wohnhaus, dreigeschossiger, traufständiger und verputzter Satteldachbau, einseitig abgewalmt, mit stichbogigen Rahmen, 1854; Kernbau von 1697 nach Plänen von Adolph Zeitler im Maximiliansstil verändert und um dreigeschossigen, verputzten, turmartigen Anbau mit Mezzanin und Werksteindekor erweitert, später teilaufgestockt und Fassade vereinfacht | D-4-61-000-1079 Wikidata | weitere Bilder |
| Obere Königstraße 50 (Standort)             | Terrassenmauer                                                                  | Lang gestreckte Sandsteinbrüstung mit neogotischer Spitzbogenbalustrade | D-4-61-000-1079 Wikidata | BW             |
| Obere Königstraße 50 (Standort)             | Ehemaliges Wirtschaftsgebäude mit Orangerie                                     | Eingeschossiger, verputzter Massivbau mit Walmdach und neogotischem Werksteindekor | D-4-61-000-1079 Wikidata | BW             |
| Obere Königstraße 50 (Standort)             | Nebengebäude                                                                    | Zweigeschossiger, verputzter Satteldachbau, barocker Kernbau 1862 aufgestockt, Inneres später verändert | D-4-61-000-1079 Wikidata | weitere Bilder |
| Obere Königstraße 50; Steinweg 4 (Standort) | Gartenmauer                                                                     | Massiv und verputzt, mit Sparnischen, wohl um 1850/60 | D-4-61-000-1079 Wikidata | BW             |
| Nähe Gangolfsweg (Standort)                 | Gartenpavillon                                                                  | Eingeschossiger Massivbau über achteckigem Grundriss, mit Welscher Haube, 18. Jahrhundert, Putzdekor um 1850/60 | D-4-61-000-1079 Wikidata | BW             |
| Nähe Gangolfsweg (Standort)                 | Brunnenschacht                                                                  | Im Garten unterirdischer, kreisrunder Brunnenschacht, regelmäßiger Sandsteinquaderverband, mit Pumpanlage, 18./19. Jahrhundert | D-4-61-000-1079 Wikidata | BW             |
| Obere Königstraße 53 (Standort)             | Ehemaliger Chorherrenhof St. Gangolf, sogenannter Schwanenhof                   | Zweigeschossiger, gestreckter Bau mit abgewalmtem Satteldach | D-4-61-000-1080 Wikidata | weitere Bilder |
| Obere Königstraße 53 (Standort)             | Relief der heiligen Dreifaltigkeit                                              | Bezeichnet „1783“ | D-4-61-000-1080 Wikidata | weitere Bilder |
| Obere Königstraße 55 (Standort)             | Ehemalige Gangolfschule                                                         | Zweigeschossiger Walmdachbau mit Ecklisenen und geohrten Fensterrahmungen, 1803 | D-4-61-000-1081 Wikidata | weitere Bilder |
| Obere Königstraße 57 (Standort)             | Ehemaliges Kirchnerhaus                                                         | Eingeschossiger Mansardwalmdachbau mit Sandsteinsockel und Eckpilastern, 1764/65 | D-4-61-000-1082 Wikidata | weitere Bilder |
| Obere Königstraße 59 (Standort)             | Ehemaliges Totengräberhaus                                                      | Eingeschossiger Massivbau auf fast quadratischem Grundriss, Walmdach, frühes 18. Jahrhundert | D-4-61-000-1083 Wikidata | weitere Bilder |

### Peuntstraße
| Lage                     | Objekt   | Beschreibung | Akten-Nr.                | Bild           |
| ------------------------ | -------- | --- | ------------------------ | -------------- |
| Peuntstraße 5 (Standort) | Wohnhaus | Dreigeschossiger traufständiger Satteldachbau mit reich verziertem Erker und Staffelgiebel, von Gustav Haeberle, 1898 | D-4-61-000-1172 Wikidata | weitere Bilder |

### Pödeldorfer Straße
| Lage                                       | Objekt                                                  | Beschreibung | Akten-Nr.                | Bild           |
| ------------------------------------------ | ------------------------------------------------------- | --- | ------------------------ | -------------- |
| Pödeldorfer Straße (vor Nr. 75) (Standort) | Bronzestatue des Fürstbischofs Franz Ludwig von Erthals | 1863 von Max Widnmann, ursprünglich auf dem Domplatz, dort 1938 entfernt, 1957 vor der Allgemeinen Ortskrankenkasse in der Herzog-Max-Straße aufgestellt, 1985 an den jetzigen Standort verbracht | D-4-61-000-1184 Wikidata | weitere Bilder |
| Pödeldorfer Straße 86 a (Standort)         | Ehemalige Gaststätte Tivoli                             | Zweigeschossiger Flachsatteldachbau mit vier Ecktürmen, historistisch, von Leonhard Romeis, 1886; später erweitert und verändert                                                                  | D-4-61-000-1185 Wikidata | weitere Bilder |
| Pödeldorfer Straße 88 (Standort)           | Mietshaus                                               | Dreigeschossiger Mansarddachbau mit Zwerchhausrisalit, Durchfahrt mit Korbbogen und Putzfassade mit reichem Dekor im Stil des Neobarock, von Andreas Müller, 1904                                 | D-4-61-000-1186 Wikidata | weitere Bilder |

### Schweitzerstraße
| Lage                           | Objekt                                                                | Beschreibung              | Akten-Nr.                | Bild           |
| ------------------------------ | --------------------------------------------------------------------- | ------------------------- | ------------------------ | -------------- |
| Schweitzerstraße 12 (Standort) | Ehemalige elektrotechnische Maschinenfabrik Gross & Bohrer, Lagerhaus | 1911, von Gustav Haeberle | D-4-61-000-1387 Wikidata | weitere Bilder |

### Steinweg
| Lage                   | Objekt                                                | Beschreibung | Akten-Nr.                | Bild              |
| ---------------------- | ----------------------------------------------------- | --- | ------------------------ | ----------------- |
| Steinweg 3 (Standort)  | Hausfigur                                             | Sitzende Muttergottes, Nachbildung des Gnadenbildes der Oberen Pfarre, mittleres 18. Jahrhundert                                                                                     | D-4-61-000-1325 Wikidata | Hausfigur         |
| Steinweg 4 (Standort)  | Wohn- und Geschäftshaus                               | Zweigeschossiger traufständiger Walmdachbau mit Sandsteinquaderfassade, 18. Jahrhundert                                                                                              | D-4-61-000-1326 Wikidata | weitere Bilder    |
| Steinweg 8 (Standort)  | Gärtner-Kleinhaus                                     | Eingeschossiger Mansarddachbau, mit korbbogiger Einfahrt, barocke Fassadengliederung, zweite Hälfte 18. Jahrhundert                                                                  | D-4-61-000-1327 Wikidata | Gärtner-Kleinhaus |
| Steinweg 9 (Standort)  | Gasthaus Zur Sonne                                    | Baukörper aus zwei zweigeschossigen traufständigen Satteldachbauten mit Fachwerkobergeschoss, im Wesentlichen 18. Jahrhundert Hausfigur, bezeichnet „1732“                           | D-4-61-000-1328 Wikidata | weitere Bilder    |
| Steinweg 10 (Standort) | Wohn- und Geschäftshaus, Bäckerei                     | Zweigeschossiger traufständiger Satteldachbau mit barocker Fassadengliederung und rundbogiger Tordurchfahrt, bezeichnet 1707 Hausfiguren, heiliger Wendelin und heilige Dorothea (?) | D-4-61-000-1329 Wikidata | weitere Bilder    |
| Steinweg 15 (Standort) | Ehemaliges Gärtnerhaus, heute Wohn- und Geschäftshaus | Eingeschossiger Walmdachbau in Ecklage mit korbbogiger Durchfahrt, im Kern spätes 18. Jahrhundert                                                                                    | D-4-61-000-1330 Wikidata | weitere Bilder    |

### Theuerstadt
| Lage                                                                  | Objekt                                                                                           | Beschreibung | Akten-Nr.                | Bild           |
| --------------------------------------------------------------------- | ------------------------------------------------------------------------------------------------ | --- | ------------------------ | -------------- |
| Theuerstadt (bei Nr. 4) (Standort)                                    | Sandsteinstatue des heiligen Sebastian                                                           | 1780 von Martin Mutschele | D-4-61-000-624 Wikidata  | weitere Bilder |
| Theuerstadt (in der Mitte des nördlichen Platzabschnittes) (Standort) | Zapfbrunnen                                                                                      | Sandstein, in neugotischen Formen, um 1860 | D-4-61-000-630 Wikidata  | weitere Bilder |
| Theuerstadt 2 (Standort)                                              | Schwedenmarter                                                                                   | Sandsteinpfeiler mit gefasten Kanten und reliefierter Laterne, ursprünglich bez. 1619, ehemals vor dem Haus Theuerstadt 11, 1932 an den jetzigen Standort südlich vor St. Gangolf versetzt | D-4-61-000-629 Wikidata  | weitere Bilder |
| Theuerstadt 1 a (Standort)                                            | Ehemaliges Kanonikerhaus, sogenanntes Pankrazhöflein, 1827 Schulhaus                             | Zweigeschossiger Walmdachbau, um 1700 mit älterem Kern | D-4-61-000-1425 Wikidata | weitere Bilder |
| Theuerstadt 2, 4 (Standort)                                           | Katholische Pfarrkirche Beatae Mariae Virginis und St. Gangolf, ehemalige Chorherrenstiftskirche | Dreischiffige Basilika mit durchlaufendem Querhaus, Doppelturmfassade und 5/8-Chorschluss, Gründungsbau wohl zwischen 1057 und 1059, vom Gründungsbau Lang- und Querhaus erhalten, Türme nach 1185 und um 1300, Turmhauben 1671, Chor frühes 14. Jahrhundert, 1458 vollendet, nach Teileinsturz 1564 vollendet, Seitenschiffskapellen 14./15. Jahrhundert, Barockisierung des Innenraumes 1753 Ehemalige Sepultur, jetzt Göttliche-Hilf-Kapelle mit Nikolauskapelle, 14./15. Jahrhundert, Vorhalle nach einem Plan von Hans Schurr 1901; mit Ausstattung; Anfang 19. Jahrhundert erweitert Kreuzgang, um 1488 vollendet, zwei der ehemals vier Flügel erhalten Ölberg, südlich der Doppelturmfassade, um 1530 | D-4-61-000-623 Wikidata  | weitere Bilder |
| Theuerstadt 4 (Standort)                                              | Kapitelhaus                                                                                      | Zweigeschossiger traufständiger Sandsteinquaderbau mit Walmdach, von Justus Heinrich Dientzenhofer 1730/32, im 19. Jahrhundert um drei Achsen nach Norden verlängert | D-4-61-000-1878 Wikidata | weitere Bilder |
| Theuerstadt 5 (Standort)                                              | Ehemaliger Chorherrenhof von St. Gangolf                                                         | Sogenannte Salerei; Wohnhaus, einseitig abgewalmter Satteldachbau über massivem Erdgeschoss, mit Fachwerkobergeschoss, um 1700 wohl über älterem Kern, Ende 18. Jh. zum Platz hin erweitert durch zweigeschossigen, traufständigen Querbau mit Mansarddach und Putzfassade mit Werksteindekor; ehem. Nebengebäude, jetzt Wohn- und Geschäftshaus, zweigeschossiger, giebelständiger Satteldachbau, 1390/91 (dendro.dat.). nachqualifiziert | D-4-61-000-625 Wikidata  | weitere Bilder |
| Theuerstadt 6 (Standort)                                              | Ehem. Stiftspfisterei St. Gangolf                                                                | Zweigeschossiger, verputzter Satteldachbau in Ecklage, mit faszierten Rahmen, 15. Jh. oder älter, im 18. Jh. nach Norden erweitert; Einfriedung, regelmäßig geschichteter Quaderverband, Sandstein, wohl mittelalterlich | D-4-61-000-2503          | BW             |
| Theuerstadt 9 (Standort)                                              | Wohnhaus                                                                                         | Schmales zweigeschossiges Traufseithaus mit Satteldach, barocke Fassadengestaltung mit geohrten Fenster- und Türöffnungen sowie Eckquaderung, Mitte 18. Jahrhundert | D-4-61-000-626 Wikidata  | weitere Bilder |
| Theuerstadt 10 (Standort)                                             | Gärtnerhaus                                                                                      | Eingeschossiger, verputzter Satteldachbau, in Ecklage, mit Segmentbogenrahmen und Vierpassfenster, im Kern wohl 16./17. Jh., 1856 westliche Giebelwand aufgemauert | D-4-61-000-2565          | BW             |
| Theuerstadt 10 (Standort)                                             | Nebengebäude                                                                                     | Zweigeschossiger Pultdachbau, 1894, 1903 aufgestockt | D-4-61-000-2565          | BW             |
| Theuerstadt 14 (Standort)                                             | Wohnhaus                                                                                         | Zweigeschossiger massiver Mansarddachbau, wohl spätes 18. Jahrhundert | D-4-61-000-627 Wikidata  | weitere Bilder |
| Theuerstadt 21 (Standort)                                             | Wohnhaus                                                                                         | Langgestreckter zweigeschossiger Traufseitbau auf zweimal abgewinkeltem Grundriss, Fassadengestaltung durch Geschossgesims und geohrte Fensterrahmungen im Erdgeschoss, Außenerscheinung 18./19. Jahrhundert, Kern wohl älter | D-4-61-000-628 Wikidata  | weitere Bilder |

### Trimbergstraße
| Lage                           | Objekt          | Beschreibung | Akten-Nr.               | Bild           |
| ------------------------------ | --------------- | --- | ----------------------- | -------------- |
| Trimbergstraße 1, 3 (Standort) | Doppelmietshaus | Viergeschossiger Satteldachbau mit Zwerchgiebeln und Sichtfachwerkobergeschoss, von Georg Benedikt, 1904, Jugendstilfassade von Johannes Kronfuß; in Ecklage | D-4-61-000-636 Wikidata | weitere Bilder |

### Zollnerstraße
| Lage                                               | Objekt | Beschreibung                                          | Akten-Nr.                | Bild           |
| -------------------------------------------------- | --- | ----------------------------------------------------- | ------------------------ | -------------- |
| Zollnerstraße 76, Schweitzerstraße 12 a (Standort) | Ehemalige elektrotechnische Maschinenfabrik Gross & Bohrer, Kontor- und Wohngebäude mit anschließenden Fabrikgebäuden | Villenartig, historistisch, von Gustav Haeberle, 1897 | D-4-61-000-1387 Wikidata | weitere Bilder |
| Zollnerstraße 76 (Standort)                        | Ehemalige elektrotechnische Maschinenfabrik Gross & Bohrer, Gartenhaus                                                | 1907                                                  | D-4-61-000-1387 Wikidata | weitere Bilder |
| Zollnerstraße 76 (Standort)                        | Ehemalige elektrotechnische Maschinenfabrik Gross & Bohrer, Einfriedung                                               | 1910                                                  | D-4-61-000-1387 Wikidata | BW             |

## Ehemalige Baudenkmäler
In diesem Abschnitt sind Objekte aufgeführt, die früher einmal in der Denkmalliste eingetragen waren, jetzt aber nicht mehr. Objekte, die in anderem Zusammenhang – also z. B. als Teil eines Baudenkmals – weiter eingetragen sind, sollen hier nicht aufgeführt werden. Aktennummern in diesem Abschnitt sind ehemalige, jetzt nicht mehr gültige Aktennummern.

| Lage                              | Objekt      | Beschreibung                                                                   | Akten-Nr.               | Bild           |
| --------------------------------- | ----------- | ------------------------------------------------------------------------------ | ----------------------- | -------------- |
| Egelseestraße 36 (Standort)       | Kleinhaus   | Eingeschossiger traufständiger Satteldachbau, 18./19. Jahrhundert              | D-4-61-000-111 Wikidata | weitere Bilder |
| Nürnberger Straße 67 a (Standort) | Gärtnerhaus | Freistehendes zweigeschossiger Satteldachbau, massiv wohl noch 18. Jahrhundert | D-4-61-000-976 Wikidata | BW             |